# Sphodromantis gastrica
Sphodromantis gastrica är en bönsyrseart som beskrevs av Carl Stål 1858. Sphodromantis gastrica ingår i släktet Sphodromantis och familjen Mantidae. Inga underarter finns listade i Catalogue of Life.

## Bildgalleri

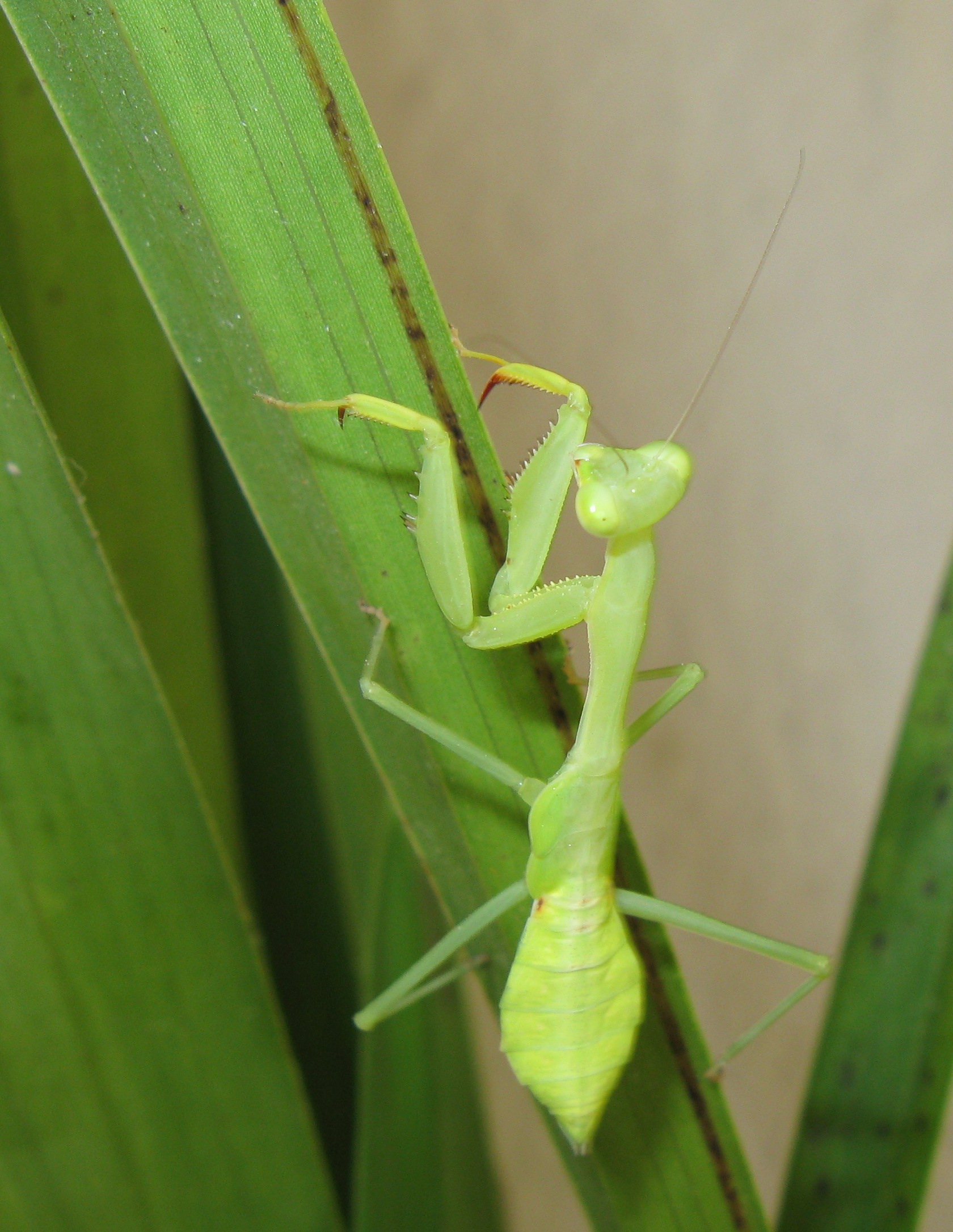
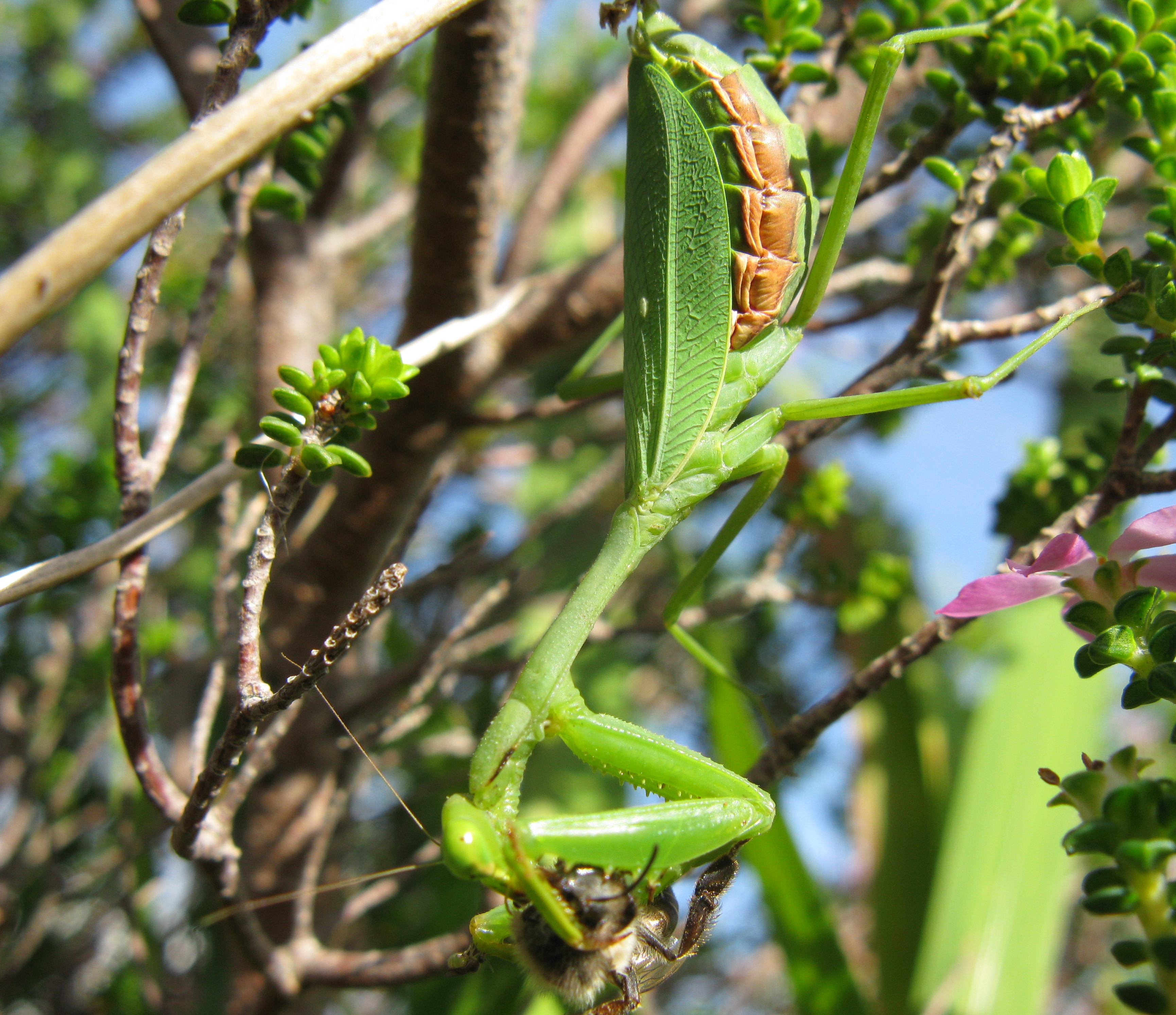